# Burg Graurheindorf

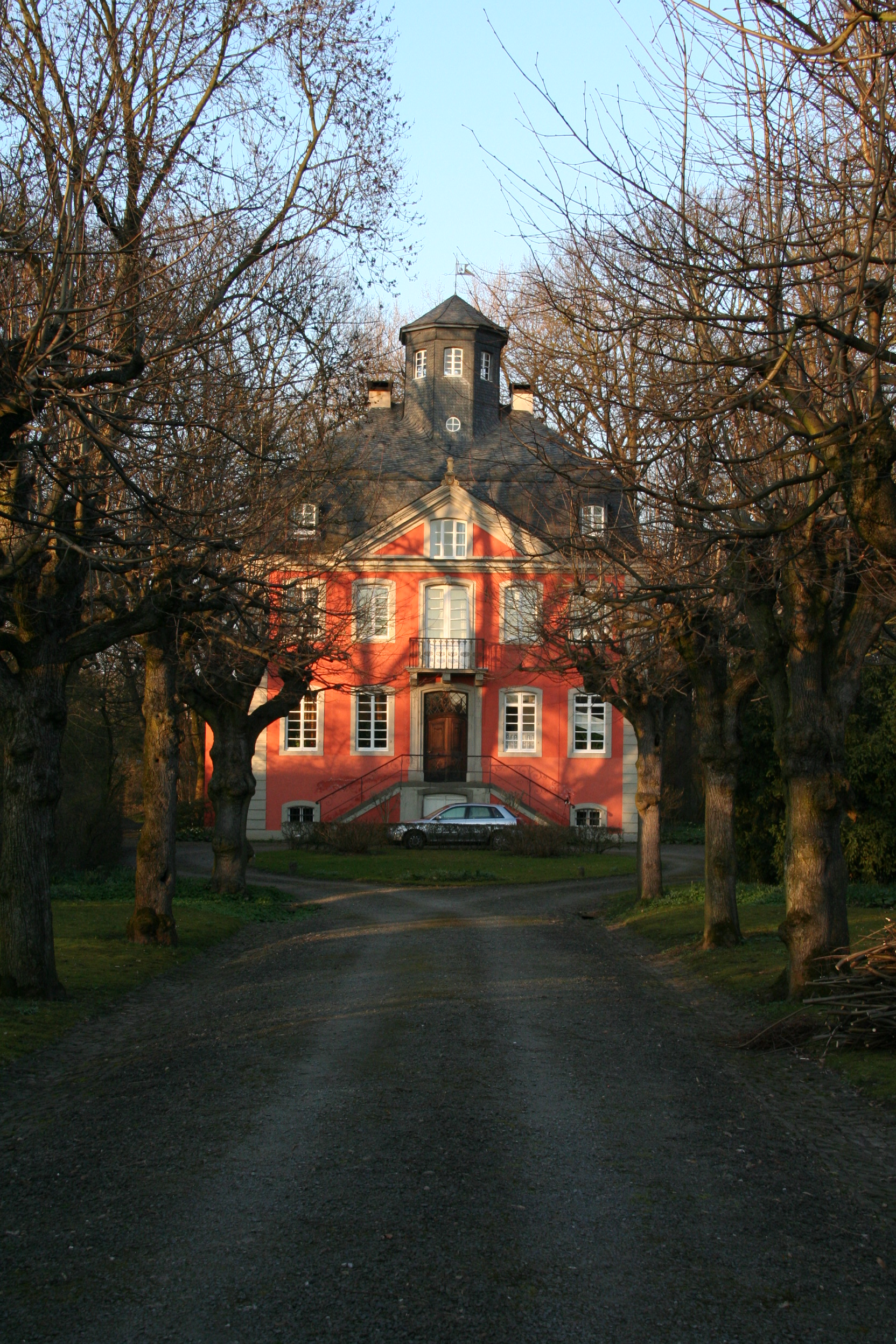
Blick auf Burg Graurheindorf

Die Graurheindorfer Burg (auch Burg Graurheindorf oder Rheindorfer Burg) ist ein Schloss im Bonner Ortsteil Graurheindorf.

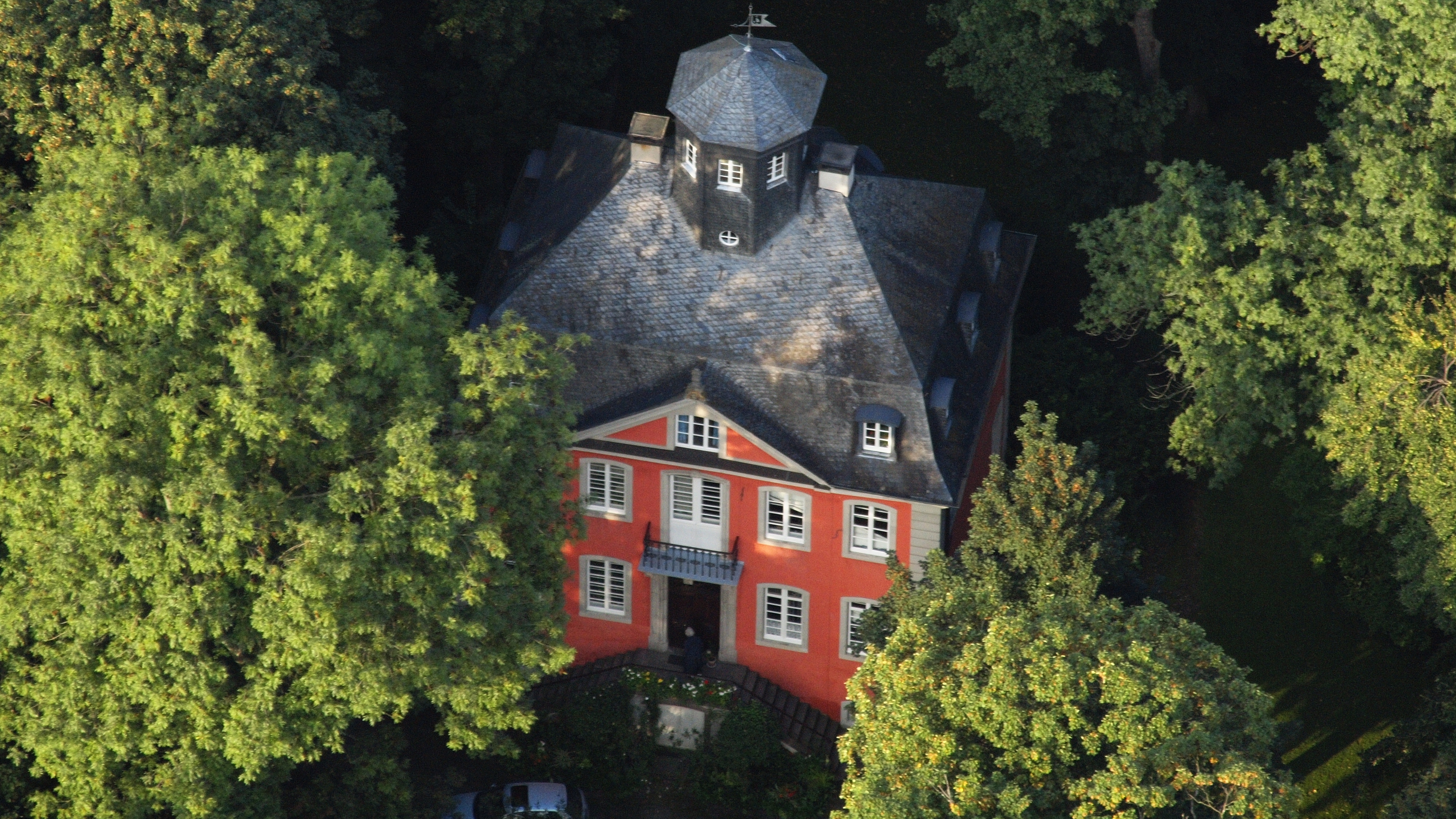
Graurheindorfer Burg

## Geschichte
Am Standort der heutigen Burg stand bereits seit 1131 ein Herrenhof, der um 1478 zur Burg ausgebaut wurde. Das heutige Herrenhaus wurde 1755 nach Plänen von Michael Leveilly von Maria Debèche erbaut.

## Architektur
Das zweigeschossige Haus mit nahezu quadratischem Grundriss liegt inmitten eines Parks am Ende einer Allee und wurde im Stil eines kleinen Lustschlosses errichtet. Die Fassade des Hauses ist durch hausteingerahmte Segmentbogenfenster gegliedert. Auf dem steilen Mansarddach sitzt ein Aufschiebling mit achteckigem Türmchen. Der Eingang ist über eine zentrale doppelläufige Treppe erreichbar.

## Aktuelle Nutzung
Das Gebäude befindet sich in Privatbesitz und wird als Wohnung genutzt. Die Burg, der Park und ein Steinwegekreuz stehen als Baudenkmal unter Denkmalschutz.